# WWE SmackDown! vs. Raw 2006
WWE Smackdown! vs RAW 2006 (a menudo reducido a WWE SvR 2006 y conocido como Exciting Pro Wrestling 7: SmackDown! vs. Raw 2006 en Japón) es un videojuego de lucha libre profesional puesto en venta para la consola PlayStation 2 y la consola portátil PlayStation Portable por THQ y desarrollado por Yuke's. Es parte de la serie de videojuegos de la marca WWE Smackdown, de la compañía World Wrestling Entertainment (WWE). Es la secuela del juego de año 2004 conocido como WWE SmackDown! vs. Raw y fue sucedido por el juego WWE SmackDown vs. Raw 2007 en 2006. 
El principal objetivo del juego fue lograr una jugabilidad más realista y auténtico con muchas características nuevas, separándose del sistema de juego muy parcido al estilo arcade de los juegos anteriores la serie Smackdown!. Así como la adición de los nuevos encuentros llamados Buried Alive y Fulfill Your Fantasy, el juego también incluye dos nuevos modos: General Manager y Create-An-Entrance. Esto también marcó la primera vez que un juego de la serie Smackdown! se puso a la venta para una consola portátil, ya que también salió para la consola PlayStation Portable.

## Juego

### Jugabilidad
Se ha agregado una nueva barra de "momentum" con el fin de determinar el flujo del encuentro, en sustitución de las antiguas barras medidoras limpio/sucio. Si el jugador elige su luchador para luchar de manera limpia, se le presenta como "técnico" o "face", Si decide luchar de manera sucia, se le retrata como un "rudo" o "heel". El jugador también tiene que hacer frente a una barra de resistencia, la cual se reduce a lo largo de la lucha contra los contrincantes, ya que entre más elaborado es un movimiento, el luchador se cansará más. Sin embargo, esta característica es opcional y se puede eliminar en el menú de opciones. El jugador tiene que regenerar su barra de resistencia para evitar terminar completamente exhausto y no pueda continuar. Cada personaje tiene también un nuevo atributo de resistencia, ya que aquellos con una baja calificación de resistencia se cansaran de manera más rápida. También se incluye un nuevo atributo Hardcore, que permite que los con más resistencia puedan infligir más daño a su oponente con armas. 
Los "agarres" (lucha cuerpo a cuerpo) fueron mejorados, ya que cada personaje tiene agarres más especializados que en los grupos genéricos de agarres de los juegos anteriores, los cuales son inalterables. Cada personaje tiene la posibilidad de elegir tres de los siete tipos de agarre: Power, Speed, Technical, Brawler, Martial Arts, Luchadore y Old School. Cada personaje también tiene un agarre "técnico" o "rudo" y un agarre de sumisión, totalizando los tipos de agarre en cinco. Un nuevo Irish Whip más poderoso ha sido incluido, dándole más ofensiva a cada oponente, pero pagándolo con una mayor reducción de su resistencia.
El juego incluye los escenarios de los eventos SummerSlam, Backlash, ECW One Night Stand, Royal Rumble, No Mercy, No Way Out, Judgement Day, Unforgiven, New Year's Revolution, Vengeance, The Great American Bash, Survivor Series y WrestleMania 21 PPV, así como WrestleMania IX de la escena. También hay escenarios basados en cada uno de los shows de televisión de la WWE (Raw, SmackDown!, Heat y Velocity). 
El público de cada escenarios también fue mejorado, añadiendo personajes completos en 3D, sustituyendo completamente la mezcla de personajes hecha en 2D y 3D de juegos anteriores.

### Tipos de enfrentamientos
WWE Smackdown! vs RAW 2006 incluye una mejora en el enfrentamiento conocido como Steel Cage, ya que permite al jugador poder escapar por la puerta de la jaula. El enfrentamiento llamado Bra and Panties ha sido reemplazado por uno llamado Fulfill Your Fantasy, que se basa en la vestimenta usada por las divas que es utilizada en el evento de pago-por-evento Taboo Tuesday. A diferencia del evento real que es más basado en una Battle Royal, esta versión incluye divas.
El evento Buried Alive, una característica que los jugadores solicitaron por mucho tiempo, finalmente hizo su debut. La jugabilidad del enfrentamiento "Buried Alive" es mucho más parecido al un enfrentamiento de Lucha de Ataúdes del juego WWF SmackDown! 2: Know Your Role, en el que el jugador tenía que atrapar a su oponente dentro de un ataúd, para mostrar un corte de escena de la sepultura misma. Las peleas detrás del escenario fueron también mejoradas, ahora incluyendo a personajes al azar (árbitros, funcionarios y personal de la WWE), con los que se puede interactuar. En total, más de 100 diferentes tipos de enfrentamientos están disponibles.

### Modos de Juego
La famosa modalidad de juego de temporada (Season) dura dos años dentro del juego, uno para la marca Raw y otro para SmackDown!. El objetivo de este modo es ganar los dos principales campeonatos de ambas marcas, el campeonato de la WWE y el de Peso Completo. El modo presenta más de 100 capturas de movimiento de cortes de escena de diferentes luchadores, narración de historias en tiempo real, y la mejora en las voces de los luchadores. Los jugadores tienen una opción de cinco voces originales creadas para las superestrellas. También se incluye un nuevo vestuario en 3D personalizable.
En contraste con su juego predecesor, algunas de las leyendas también son selecionables en modo de temporada. Se incluyen a 32 superestrellas (incluyendo leyendas como "Stone Cold" Steve Austin, Mankind y Hulk Hogan, por mencionar solo a algunos) para poder ser utilizados en el modo de temporada. Algunos de los personajes dentro del juego no pueden ser usados en el modo de temporada. algunos de estos luchadores son Steven Richards, Ric Flair y Eugene. 
El modo de Gerente General, fue incluido por primera vez. En este modo, el jugador toma el papel del Gerente General, ya sea para la marca Smackdown! o Raw. Se comienza escogiendo una de las dos marcas, seguido por una opción ya sea de simular o participar dentro de un draft, donde un jugador puede elegir de un total de 20 Superstars. Cuando se acerca el evento WrestleMania se entrega el Premio al mejor Gerente General del Año, junto con algunas características desbloqueables.
Como en el anterior juego, el juego en línea está disponible con un adaptador de red de Sony (PlayStation 2 Expansion Bay), para los dueños de consolas un poco anticuadas, ya que los últimos modelos de PS2 ya traían ese adaptador incluido. Los títulos (incluidos los que pueden ser creados con el modo Crear-A-Belt) pueden ser defendidos en línea a través de un "Campeonato virtual WWE" con tablas de líderes y un sistema de identificación permanente que rastrea todas las estadísticas del usuario. Los jugadores también pueden intercambiar entre sí luchadores creados con el modo Create-A-Superstar, por internet. Todos los escenarios están disponibles para jugar en línea, incluida la arena desbloqueable del evento WrestleMania IX.

### Modo de Creador
El juego incluye varios modos para crear luchadores o títulos. El modo Create-A-Belt es una característica que regresa, ahora con jugadores capaces de crear sus propios cinturones para Tag Team. Junto con la creación de cinturones, se incluyen los títulos utilizados en los cinturones de la WWE durante el año 2005, como los cinturones de los campeonatos de la WWE, Peso completo, Intercontinental, de los Estados Unidos, de Parejas, Mundial de Parejas, Femenino, y Peso Crucero. El Campeonato del Millón de Dólares de Ted DiBiase y el Campeonato Hardcore también son jugables, para poder ganar esos campeonatos y defenderlos dentro del juego. El juego también permite al jugador defender y retar por cualquier título en el juego en el modo de exhibición, algo que faltaba en los anteriores juegos.
El modo Create-A-Superstar es más o menos igual que las versiones previas de esta serie. Smackdown! vs RAW 2006 añade algunas nuevas características, tales como nuevos artículos de la categoría de maquillaje para dar al jugador superestrella creado rasgos faciales más realistas (como arrugas, fisura de mentón, acné, y cicatrices). También se incluyeron nuevas camisetas y pantalones, mientras que no se les podía modificar de color, su aspecto era más realista (en contraposición a la apariencia "pintada" de las camisetas de los anteriores juegos).
El modo Create-A-Move, al igual que Create-A-Superstar, sigue siendo el mismo, a excepción de una actualización y nuevos movimientos. 
El modo Crear-A-Stable tiene cinco establos preconfeccionados como los establos Hermanos Basham y La Resistence. Este modo da a los jugadores la oportunidad de hacer "grupos" de 2 a 5 luchadores, darle un nombre a ese establo, hacer presentación para una entrada (pero no tan avanzados como el modo Create-An-Entrance) para el establo, y personalizar sus atributos como un equipo de trabajo, decidiendo la forma de como deben actuar como equipo en el ring. 
El juego también incluye un nuevo modo Create-An-Entrance, lo que permite personalizar el reproductor de la entrada de un luchador, con detalles tales como pirotecnia, iluminación del escenario, y los ángulos de la cámara. El límite de un minuto de tiempo para todas las entradas en juegos anteriores ha sido suprimido. Muchas personas creyeron que esta era una gran adición al juego, después de varios años de solicitar esta función. No obstante, recibió algunas críticas en comparación con su juego "hermana" WWE Day of Reckoning 2, en el que había más opciones, sin tiempos de carga, y era más fácil de usar.

## PSP
Por primera vez en la serie Smackdown! vs. Raw, este juego también estuvo disponible para la consola portátil PlayStation Portable. Aunque es muy similar a la versión de PS2, hay características especiales que son exclusivos de esta versión que la versión de PS2 no pudo soportar. Debido a esto, para poder desbloquear todas las características de cada juego, era necesaria la conexión USB entre el PS2 y el PSP.
Jake "The Snake" Roberts es una leyenda exclusiva del PSP y sólo puede ser jugado en la versión de PS2 mediante la conexión del PSP al PS2. Sin embargo, antes de que el juego para PSP fuera puesto a la venta, también se podía desbloquear a Roberts mediante trucos o claves. Otras diferencias notables entre las versiones de PS2 y PSP son la falta de comentarios en el cuadrilátero y la inclusión de las voces de las superestrellas más populares. El único gran problema visto por la mayoría de los jugadores fue los horrendos tiempos de carga. Eran tan largos que era una advertencia acerca de los tiempos de carga cuando se seleccionaba una superestrella creada para un enfrentamiento. 
La versión del PSP incluye algunas características que no se incluyeron en la versión del PS2. Estas características incluyen tres minijuegos exclusivos que son jugables desde el principio. Todos estos minijuegos ofrecen modos para un solo jugador y multijugador. En modo multijugador, los jugadores pueden hacer uso de la funcionalidad Wi-Fi del PSP. Cada modo permite un enfrentamiento de hasta cuatro jugadores y jugar a través de una conexión local.
el primer minijuego, WWE Game Show, pone a prueba el conocimiento de los aficionados a la lucha libre, ofreciendo 500 preguntas acerca de la lucha libre. Ese minijuego abarca todos los temas imaginables incluyendo vestuarios, tendencias, música, movimientos finales, estilos, historia de la WWE, querellas (feuds), y mucho más. La mayoría de las preguntas incluyen fragmentos de canciones para tener a los jugadores adivinando la música o a los jugadores se les muestran un clip de vídeo, y debe adivinar de que enfrentamiento es. Las preguntas van desde fáciles a muy difíciles. Otros minijuegos incluyen una partida de póquer y el juego del avión de Eugene en el que el jugador navega a Eugene alrededor del cuadrilátero para hacer los mejores tiempos.

## Recepción
La recepción del juego fue en general positiva, con una calificación de 84% por parte de Game Rankings y una calificación de 82% en Metacritic para la versión de la PlayStation 2. La reacción a la versión PlayStation Portable también fue positiva con puntuaciones de 81% y 80% por Game Rankings y Metacritic, respectivamente. El juego fue elogiado por algunos críticos por la profundidad de su contenido. Un crítico de Gamespot mencionó "la enorme cantidad de contenidos hace que sea una elección fácil para cualquier entusiasta de la lucha libre, y muy posiblemente el mejor juego de lucha disponible para el sistema." Fueron hechas comparaciones entre este juego y el altamente aclamado juego WWF No Mercy para Nintendo 64, con algunos encuestados colocando el juego a la par con No Mercy. Un crítico de IGN comentó que "no hay ningún otro juego de lucha, desde No Mercy que ofrezca tanto valor o profundidad", mientras que un crítico de Netjak citó "WWF No Mercy de Nintendo 64 gobernó como el mejor juego de lucha, pero WWE SmackDown! vs RAW 2006 es la nueva norma a seguir."
Sin embargo, hubo algunas quejas por el juego por las limitaciones en los modos de juego. Los críticos, como un crítico del canal de televisión G4 consideró que el modo de Gerente General "no va tan lejos como debería -sin opciones subrepticias- pero es un gran comienzo".
Desde la puesta en venta del juego hasta diciembre de 2006, el juego vendió 3.3 millones de copias. El 23 de octubre de 2006, el juego fue añadido a la lista conocida como la colección Sony's Greatest Hits.

## Roster
El roster está conformado por 54 Luchadores y 6 Divas, los que están resaltados en negrita hacen su debut o regresan a la saga.
| RAW - Big Show - Carlito - Chavo Guerrero - Chris Jericho1 - Chris Masters - Danny Basham - Edge - Eugene4 - John Cena1 - Kane - Kurt Angle - Lita - René Duprée 1 - Ric Flair - Robert Conway - Rob Van Dam1 - Shawn Michaels - Shelton Benjamin1 - Snitsky - Tajiri - The Hurricane1 - Torrie Wilson2 - Triple H1 - Trish Stratus2 | SmackDown!: - Batista - Booker T - Charlie Haas - Chris Benoit - Christian - Christy Hemme2 - Khosrow Daivari - Doug Basham - Eddie Guerrero1 - Heidenreich - JBL - Joy Giovanni - Mark Jindrak - Michelle McCool - Muhammad Hassan - Orlando Jordan - Paul London - Randy Orton - Rey Mysterio1 - Scotty 2 Hotty - Spike Dudley - Stacy Keibler - Steven Richards - Sylvain Grenier - The Undertaker - William Regal | Leyendas: - André the Giant - Bret Hart - British Bulldog - Hollywood Hogan3 - Hogan 80s3 - Hulk Hogan3 - Jake "The Snake" Roberts 5 - Jimmy Hart4 - Junkyard Dog - Mankind3 - Ted DiBiase - Steve Austin3 - The Rock |

1 Estos luchadores tienen diferentes diálogos que el resto.

2 Proporciona grabaciones de voz en el modo de temporada.

3 Estas leyendas pueden ser seleccionadas en el modo de temporada.

4 Proporciona grabaciones de voz en el modo de temporada, pero no se puede jugar en él.

5Desbloqueable sólo en la versión de PSP, pero puede ser desbloqueable en la versión del PS2, ya sea conectando un PSP a un PS2, o usando alguna trampa o código.

## Campeonatos
| Campeonato                        | Campeón                   | Marca     |
| --------------------------------- | ------------------------- | --------- |
| WWE Championship                  | John Cena                 | RAW       |
| World Heavyweight Championship    | Batista                   | SmackDown |
| WWE Intercontinental Championship | Carlito                   | RAW       |
| WWE United States Championship    | Chris Benoit              | SmackDown |
| WWE Tag Team Championship         | Daivari & Muhammad Hassan | SmackDown |
| WWE World Tag Team Championship   | René Duprée & Rob Conway  | RAW       |
| WWE Women's Championship          | Trish Stratus             | RAW       |
| WWE Cruiserweight Championship    | Paul London               | SmackDown |
| WWE Hardcore Championship         | Mankind                   | WWE       |
| WWF Million Dollar Championship   | Ted DiBiase               | WWE       |

## Banda sonora
Versiones instrumentales de seis de estas canciones están disponibles en el modo Create-An-Entrance.
- "Bang Bang" (Bumpy Knuckles)
- "I Ain't Going Nowhere" (Ron J)
- "Waiting" (Not Forgotten)
- "Symphony of Destruction (Remix)" (Megadeth)
- "Start a War" (Static-X)
- "Scream at Me" (Billy Ray)
- "Crush Kill Destroy" (Poet)
- "King of the Mat" (Vada)
- "You Don't Want War" (Bumpy Knuckles)
- "The Broken" (Fireball Ministry)
- "Unretrofied" (Dillinger Escape Plan)
- "Pieces" (Dark New Day)